# Escuela de arte dramático
Una escuela de arte dramático, en la que se incluye la escuela de teatro, es una institución de enseñanza superior especializada en el arte dramático, como puede ser la comedia o puesta en escena. Los estudiantes que concluyen la formación de manera satisfactoria reciben habitualmente una titulación acreditativa.

## Modalidades de ingreso
El ingreso en una escuela de arte dramático se realiza normalmente en una audición, en algunos casos incluso dos audiciones. La cantidad de plazas suele estar limitada, por ello aquellos que dejan una buena impresión en la audición tienen mayores posibilidades de ingresar. Para ingresas en las escuelas suele ser necesario haber cumplido los 18 años.
La audición varía de escuela a escuela pero suele incluir un monólogo de recitación así como trabajo en grupo y en algunos casos incluso canto.

## Contenido de la enseñanza
Los cursos que se imparten en las escuelas de arte dramático suelen estar basados en la práctica, puesto que su finalidad es la formación de futuros profesionales del teatro.
En el último año de formación (que suele ser el cuarto), algunos centros invitan a veces a agentes artísticos y a directores de casting para facilitar la incorporación de los alumnos al mundo laboral.